# Cràter volcànic

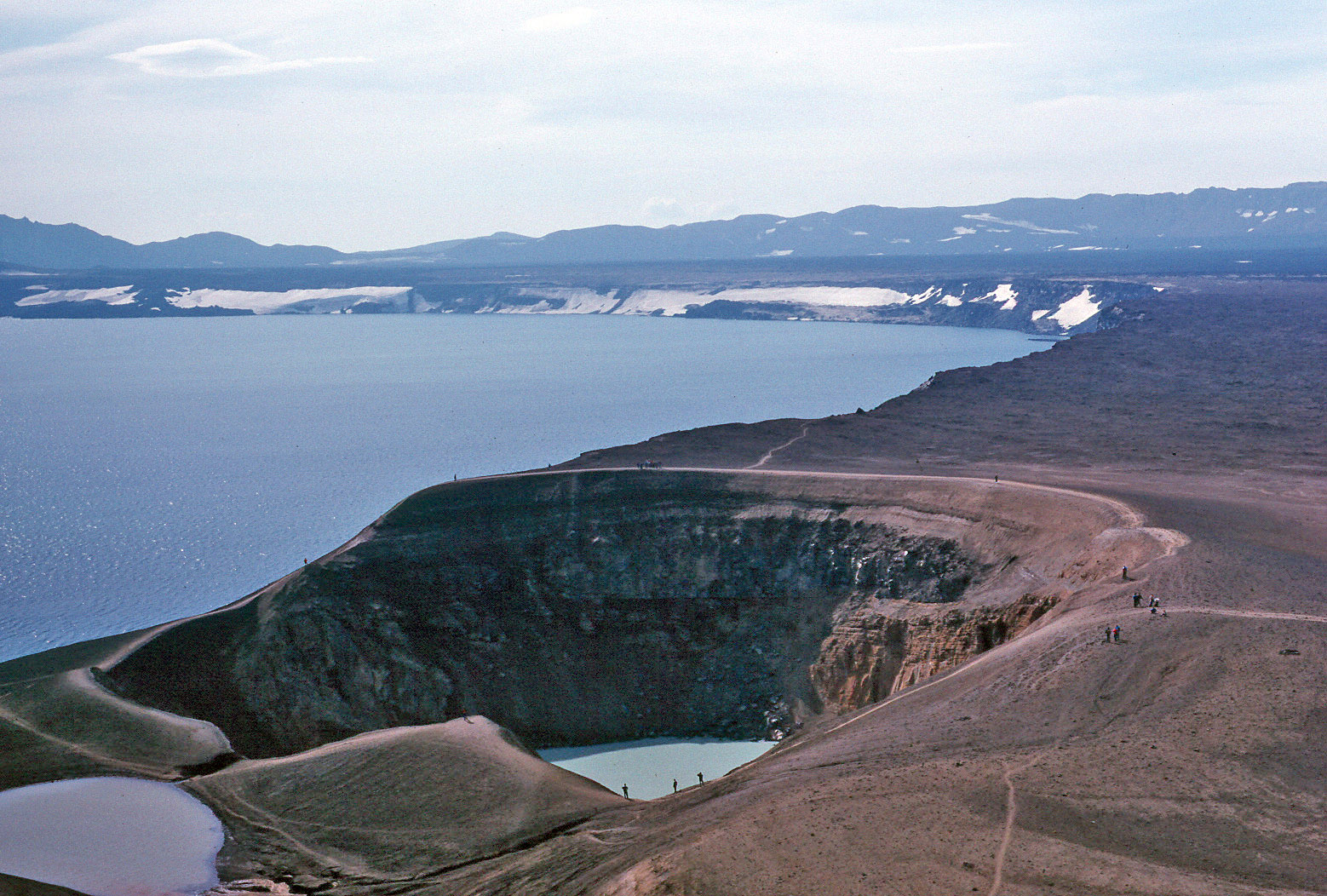
El cràter Viti a la vora de la caldera de l'Askja, Islàndia

Un cràter volcànic (dit popularment crosa, o closa per deformació, entre els pagesos del Gironès i la Garrotxa) és una depressió aproximadament circular o el·líptica que es troba al cim o de vegades sobre els vessants d'un volcà i format per l'explosió o l'esfondrament del volcà. Pot tenir dimensions variables anant des d'alguns metres a diverses desenes de quilòmetres de diàmetre. No obstant això, més enllà d'un diàmetre de 1 500 metres, es parlarà llavors de caldera.

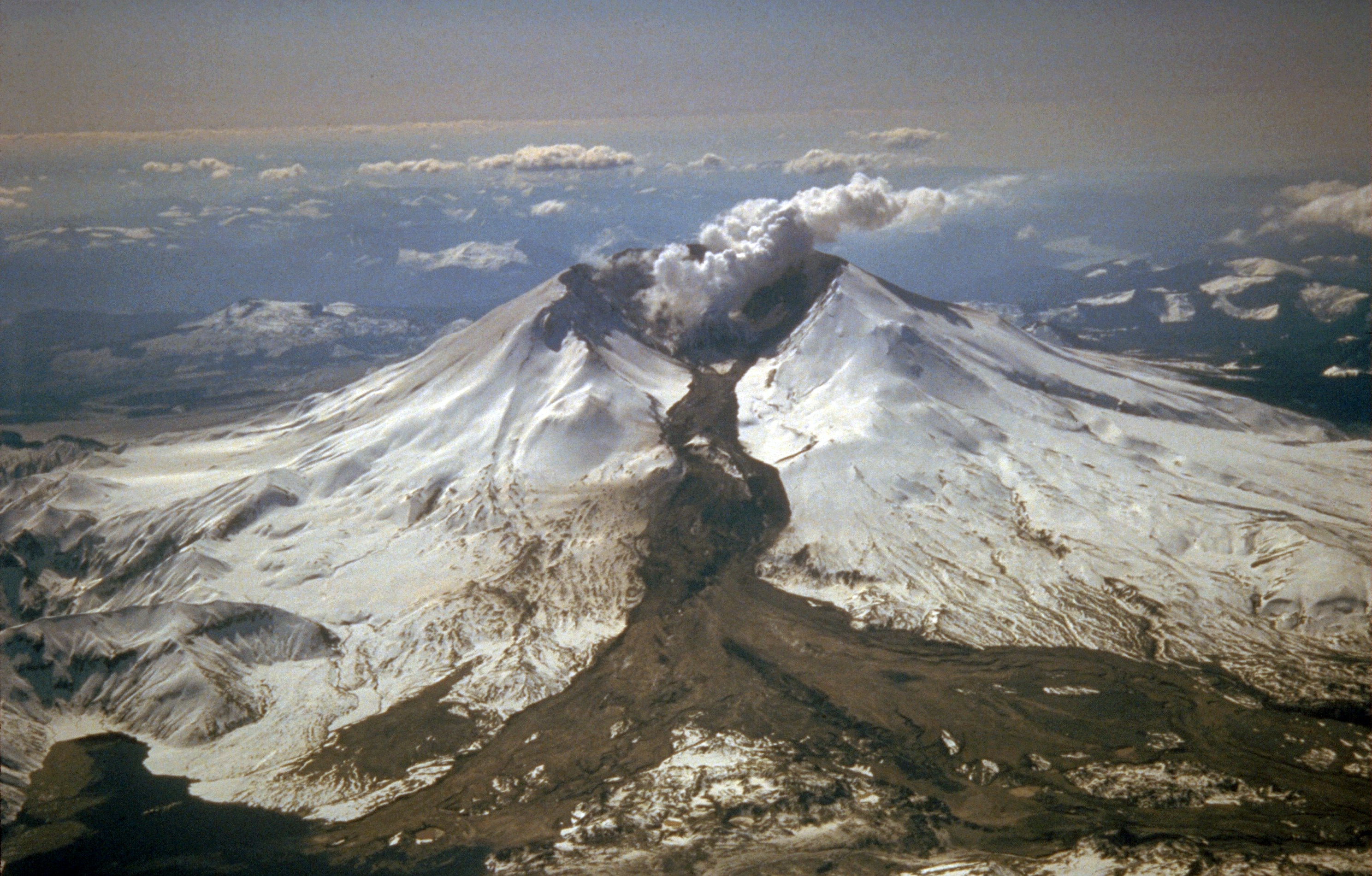
Cràter en forma de ferradura del Mont Saint-Helens creat de resultes de l'erupció de 1980, Estats Units

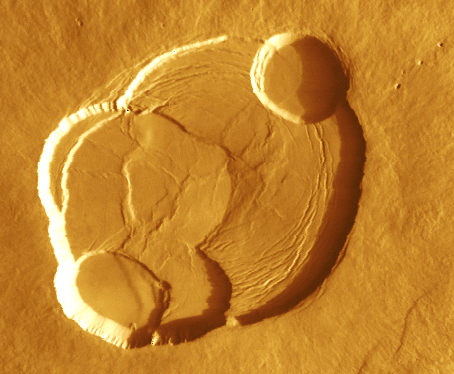
Cràters encaixats de l'Olympus Mons a Mart

## Formació
Els cràters volcànics es formen durant el transcurs d'una erupció volcànica de diferents formes:
- l'acumulació dels materials volcànics (laves i tefres) al voltant de la xemeneia volcànica pot formar un monticle circular. Quan l'erupció para, el lloc de sortida dels materials forma una depressió quan aquesta no és reomplerta de materials volcànics o provinents d'erosió ;
- les diferents explosions produïdes en el moment de l'ejecció dels materials volcànics poden arrencar parts més o menys importants de les parets del volcà al voltant de la xemeneia volcànica, creant o ampliant un cràter ;
- un buidatge important de la cambra magmàtica pot provocar un enfonsament del volcà que dona lloc, en general, a calderes més aviat que cràters.

## Disposició
La gran majoria dels volcans posseeix un o diversos cràters. Només els volcans formats per doms de lava no en posseeixen perquè aquests omplen totalment els eventuals cràters creats en el moment d'erupcions precedents. Alguns cràters poden encaixar-se (com ara l'Erta Ale) o encavalcar-se (com l'Olympus Mons a Mart).
A Catalunya hi ha antics cràters, apagats ara, a la Garrotxa o a la la Selva, com la La Crosa de Sant Dalmai que hi ha en el terme municipal de Vilobí d'Onyar o el Clot de l'Omera.

Aquest diagrama mostre el perfil típic d'un cràter. La profunditat "A" ha estat amidada des de la superfície a la part baixa del cràter. La profunditat "B" és la mesura des de l'altura mitjana de la vora al fons del cràter.

La profunditat d'un cràter en un planeta sòlid o un satèl·lit natural (Lluna) pot ser mesurada des de la superfície local del cràter, o des de la vora al fons.
Els cràters es poden omplir d'aigua i formar llacs. Aquests llacs són en general molt profunds. Poden emmagatzemar gasos volcànics emesos pel volcà a les capes profundes d'aigua com és el cas al llac Nyos al Camerun. Quan els cràters s'obren al mar, formen badies essent utilitzats com a ports naturals.
Cràters volcànics existeixen igualment sobre Mart, Venus, Io i la Lluna.

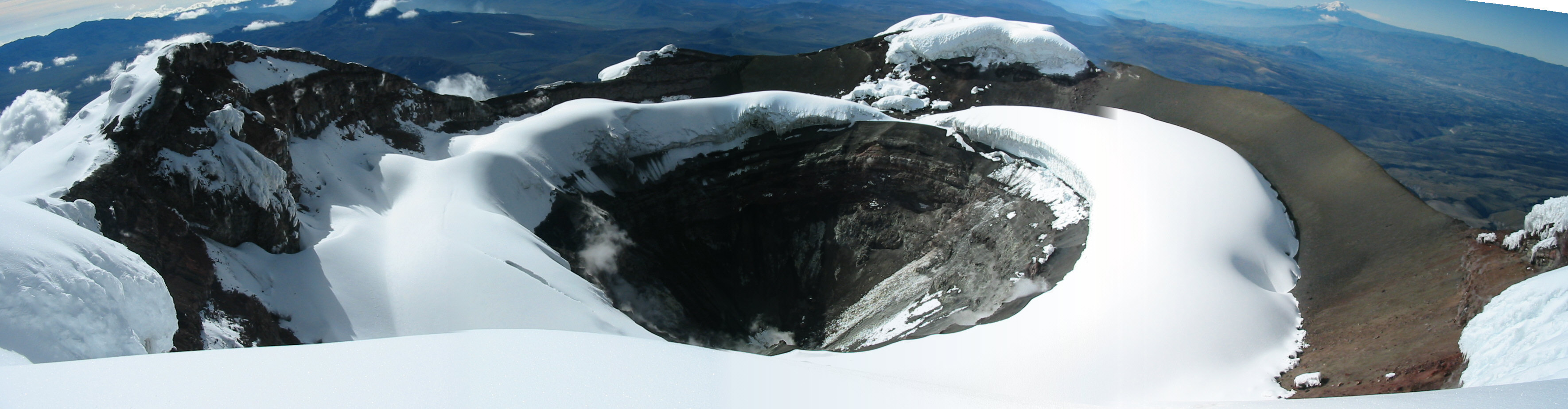
Vista panoràmica del cràter del Cotopaxi, Equador